# Arthur Schmidt (Maler)
Arthur Schmidt (* 25. Juli 1908 in Maulburg; † 1. März 2007 in Tüllingen) war ein deutscher Maler und Zeichner. Als wohl letzter Schüler lernte er am Bauhaus in Dessau. In seinen Kunstwerken verfolgte Schmidt hauptsächlich einen expressiv-realistischen Stil.

## Leben
Schmidt ging in Schopfheim auf die Oberrealschule. Nach dem Schulabschluss absolvierte er auf elterlichen Wunsch ab 1923 eine Lehre als Maschinenschlosser. Diese schloss er mit der Gesellenprüfung 1926 ab. Durch Ernst Grether, seinen Fachlehrer für Metallfachzeichnen und Projektionszeichnen, wurde Schmidts Interesse am perspektivischen Zeichnen geweckt. Grether erkannte seine Begabung früh und empfahl ihm, eine Kunstschule zu besuchen.
Nach der abgeschlossenen Lehre arbeitete Schmidt in einer Maschinenfabrik in Zell im Wiesental und besuchte Abendkurse an der Allgemeinen Gewerbeschule Basel. Hier besuchte er bei Niklaus Stöcklin Kurse in Schriftentwicklung für Gebrauchsgrafiker, Zeichnen und gegenständliche Bildhauerei mit Ton. Im Anschluss wechselte Schmidt komplett für ein Semester an die Gewerbeschule und begann so endgültig seine künstlerische Laufbahn. An der Badischen Landeskunstschule in Karlsruhe nahm Schmidt im Oktober 1927 ein zweijähriges Kunststudium auf. Hier wurde er direkt in die Zeichenklasse von Karl Hubbuch und in die Gebrauchsgrafik-Klasse von Wilhelm Schnarrenberger aufgenommen. Schmidts Zeichenprofessor Hubbuch empfahl Schmidt das Bauhaus Dessau, worauf dieser sich dort zum Wintersemester 1929 einschrieb.

## Studium
Aufgrund eines Darlehens seiner Eltern konnte Schmidt am Bauhaus Dessau mit seinem Studium beginnen. In seinem ersten Semester absolvierte er die Grundlehre und nahm anschließend  u. a. an folgenden Kursen teil:
- Material- und Werklehre bei Josef Albers
- Einführung in die künstlerische Gestaltung bei Wassily Kandinsky
- Mathematik bei Walter Peterhans
- Aktzeichnen und Schrift bei Joost Schmidt
- gegenständliches Zeichnen bei Fritz Kuhr
- Chemie bei Wilhelm Müller
- darstellende Geometrie bei Friedrich Engemann
- Druckerei-Werkstatt bei Joost Schmidt und Willi Hauswald

- künstlerischer Gestaltung bei Paul Klee
- Aktzeichnen bei Joost Schmidt
- gegenständliches Zeichnen und Aktzeichnen bei Fritz Kuhr

Aus finanziellen Gründen verließ Schmidt nach zwei Semestern das Bauhaus und fing als Gebrauchsgrafiker in Zofingen an zu arbeiten. Bereits 1932 kehrte Schmidt für vier Semester an die Allgemeine Gewerbeschule Basel zurück, wo er bei dem Bauhaus-Absolventen Teo Ballmer die Fachklasse für Gebrauchsgraphik besuchte. Hier erhielt er eine Ausbildung in Industriefotografie, sodass er ab 1934 als angestellter Grafiker arbeiteten konnte. 1936 machte sich Schmidt mit seiner Frau Giesela (Buchbinderin und Grafikerin) als Reklamegrafiker in Lörrach selbstständig.

## Tätigkeiten
- 1946–1973 bekleidete Arthur Schmidt ein Lehramt für kunstgewerbliche Berufe an der Gewerbeschule in Lörrach und später in Schopfheim. Hier unterrichtete er als:
  - Musterzeichner
  - Grafiker
  - Dekorateur
  - Schaufenster- und Bühnengestalter
- 1959–1962 gehörte Schmidt dem Stadtrat von Lörrach an.
- Tätigkeiten in der Bildhauerei in Marmor.
- 1986 wurde Schmidt durch seine 40 Jahre jüngere Haushälterin zu Aktdarstellungen inspiriert.

## Kunstwerke
Viele der Bilder von Arthur Schmidt hängen im öffentlichen Raum, beispielsweise seine zahlreichen Städtepanoramen von Basel, Freiburg, Karlsruhe, Luzern, Salzburg, Stuttgart und Säckingen. Zusätzlich wurden seine Bilder in Galerien und Museen in Maulburg, Lörrach, Heidelberg, Frankfurt, Baden-Baden, Nancy und Münster ausgestellt. Im Museum am Burghof in Lörrach wurde 1998 die letzte Ausstellung zu Lebzeiten Schmidts veranstaltet. Petra Hoffmann, die Biografin von Schmidt, gründete 2019 die Galerie AS in Münster
und veranstaltete zwei lokale Ausstellungen und diverse Wanderausstellungen.